# 卡尔·克雷布斯
卡尔·伊曼努埃尔·克雷布斯（丹麥語：Carl Immanuel Krebs，1889年2月11日—1971年5月15日），丹麦男子竞技体操运动员。他曾代表丹麦获得1912年夏季奥运会体操比赛男子团体自由式铜牌。